# マリーア・ベアトリーチェ・ディ・サヴォイア
マリーア・ベアトリーチェ・ヴィットーリア・ジュゼッピーナ・ディ・サヴォイア（Maria Beatrice Vittoria Giuseppina di Savoia, 1792年12月6日 - 1840年9月15日）は、モデナ公フランチェスコ4世の妃。

## 生涯
サルデーニャ王ヴィットーリオ・エマヌエーレ1世と王妃マリーア・テレーザの長女として生まれた。1812年6月20日、母方の叔父にあたるオーストリア＝エステ大公フランチェスコと結婚した。2人は非常に近い血縁であったため、ローマ教皇ピウス7世から結婚の際に特免状が出された。フランチェスコは1814年7月14日、モデナ・レッジョ及びミランドラの支配者となった。2人には4子が生まれた。
- マリーア・テレーザ（1817年 - 1886年） - シャンボール伯アンリの妻
- フランチェスコ5世（1819年 - 1875年） - モデナ公
- フェルディナンド・カルロ（1821年 - 1849年）
- マリーア・ベアトリーチェ（1824年 - 1906年） - モンティソン伯フアンの妻

1824年1月10日の父ヴィットーリオ・エマヌエーレの死にともない、長女マリーア・ベアトリーチェがジャコバイトの主張するところの「イングランド女王メアリー3世およびスコットランド女王メアリー2世」となった。当然ながら、父と同様にマリーア・ベアトリーチェも現実味のない王位請求を行わなかった。
1840年9月15日、マリーア・ベアトリーチェは心臓疾患が原因で死んだ。